# Filmgeschäftsführung
Als Filmgeschäftsführung bzw. Production Accountant wird die Stelle bezeichnet, die die finanzielle und buchhalterische Überwachung und Abwicklung von Film- und Fernsehproduktionen übernimmt. In Deutschland werden die berufsständischen Interessen der Filmgeschäftsführer durch den Bundesverband Produktion Film und Fernsehen e. V. (BvP) vertreten.

## Geschichte
In den Anfangszeiten des Films ging so manche Filmproduktionsfirma in Konkurs, da kaum oder gar keine effiziente Kostenkontrolle während der laufenden Produktion vorhanden war. Von den Filmkreativen der ersten Stunde brachten in der Regel die wenigsten auch betriebswirtschaftliches Wissen und Erfahrung mit der Materie mit. Mangelnde finanzielle Projektplanung und dementsprechend fehlerhaft ausgearbeitete oder gar fehlende Businesspläne führten dazu, dass sich entweder erst gar keine Sponsoren und/oder Investoren für ein Filmprojekt fanden, oder das Budget wegen der unkontrollierten finanziellen Transaktionen gefährlich überlastet wurde. Blieb ein kommerzieller Erfolg an den Kinokassen aus, waren das Filmunternehmen und seine Betreibenden nicht selten danach bankrott; Steuerschulden rundeten das Bild meist noch zusätzlich ab. Um solchen desaströsen Auswirkungen vorzubeugen, wurden zunehmend Kaufleute in den Drehprozess eingegliedert, um eine ordentliche Geschäftsführung zu gewährleisten.

## Definition des Berufsbildes
Die Filmgeschäftsführung ist der Filmproduktionsleitung in der Hierarchie unterstellt, arbeitet aber weitgehend autonom. Sie ist zuständig für die Verwaltung des Budgets des Drehvorhabens und muss durch die ordnungsgemäße Kostenzuordnung, die zeitnahe Verarbeitung von Belegen und die Erstellung aktueller Kostenstände für einen reibungslosen Finanzablauf sorgen. Die Filmgeschäftsführung ermittelt regelmäßig den Finanzbedarf, um die zuverlässige Begleichung von Verbindlichkeiten gewährleisten zu können. Sie ist auch zuständig für Lohn-, Gehalts- und Gagenzahlungen an Schauspieler, Komparsen und das Arbeitsteam vor und hinter der Kamera; und damit auch ein wichtiger Ansprechpartner für Personalangelegenheiten. Am Ende der Filmproduktion wird durch die Filmgeschäftsführung die finanzielle Abwicklung bis zur Ermittlung des Endkostenstandes vollzogen.

## Aufgabenbereich
Der genaue Arbeitsfokus ist in die Bereiche Finanzbuch- und Lohnbuchhaltung, sowie Finanzorganisation und Kosten-/Leistungsrechnung aufgeteilt und stellt sich vereinfacht folgendermaßen dar:
|             | Externes Rechnungswesen = Finanzbuchhaltung (FiBu)                 | Internes Rechnungswesen = Kosten-/Leistungsrechnung (KLR) |
| ----------- | ------------------------------------------------------------------ | --- |
| Grundlagen  | Gesetzliche Vorschriften: Handels- und Steuerrecht                 | Individuelle, betriebliche Anforderungen |
| Adressaten  | Gesellschafter                                                     | Instrument der Unternehmensführung |
| Beteiligte  | Gläubiger/Lieferanten, Arbeitnehmer, Staat                         | |
| Funktionen  | Steuerbemessungsfunktion, Vermögens- und Erfolgermittlungsfunktion | Kontrollfunktion, Wirtschaftlichkeitsprüfungskontrolle, Dokumentationsfunktion, Publikationsfunktion, Planungsfunktion, Kalkulierungsfunktion, Nebenrechnungen |
| Basisgrößen | Aufwand und Ertrag                                                 | Kosten und Leistungen |

Tabelle zitiert nach Yagapen.

### Finanzbuchhaltung (FiBu)
Die Filmgeschäftsführung muss in der Lage sein, sich sehr flexibel den Kostenrahmen der jeweiligen Produktionsabläufe anzupassen. Im Unterschied zu anderen durchschnittlichen, mittelständischen Unternehmen variieren die Verarbeitung der Belege und der Umfang der organisatorischen Anforderungen dabei erheblich. In einem herkömmlichen Unternehmen ist mit einem festen Kreditorenstamm mit durchschnittlich 20 bis 50 Lieferanten zu rechnen, beim Film hingegen mit jeweils wechselnden Kreditoren bzw. 100 bis 150 Lieferanten. Auch der Umfang der Barzahlungs-Vorgänge ist beim Film um ein Vielfaches höher als bei herkömmlichen Unternehmen. In einer laufenden Produktion ist der bargeldlose Zahlungsverkehr jedoch fast nicht möglich und der finanziellen Transparenz halber auch nicht erwünscht, so dass in der Produktionsphase eine große Anzahl von Kassenbelegen abzuwickeln ist.
Nach § 238 des Handelsgesetzbuches (HGB) ist jeder Kaufmann verpflichtet, eine ordentliche Handelsbuchführung vorzunehmen. Nach § 239 HGB muss eine lebende Sprache benutzt werden, die Bedeutung von verwendeten Kürzeln, Ziffern, Buchstaben und Symbolen festgelegt sein. Alle Eintragungen in den Büchern müssen nachvollziehbar, fachlich und sachlich richtig sein und jederzeit so wiedergegeben werden können. Nach § 242 HGB muss am Ende jedes Geschäftsjahres ein Jahresabschluss aufgestellt werden, der die Vermögens-, Finanz- und Ertragslage des Unternehmens darstellt und als Grundlage für die Festsetzung der Steuern dient.

### Lohnbuchhaltung
In einem Filmprojekt müssen je nach Größe viele hundert Personen für einen kurzen Zeitraum eingestellt und entlassen werden. Es besteht ein hoher Anteil von kurzfristig, geringfügig und unständig beschäftigten Arbeitnehmern, die bei Krankenkassen und Versicherungen entsprechend an- und abgemeldet werden müssen; anders als bei herkömmlichen Unternehmen, die eine fixe Anzahl von Arbeitnehmern über einen feststehenden Zeitraum aufweisen und damit festgelegt rechnen können. Dies erfordert eine strikte Koordinierung und flexible Planung, die stets mit einem hohen Kosten-, Zeit- und Arbeitsaufwand verbunden sind, damit kein „Chaos“ entsteht und Drehplanung wie -ablauf unbeeinträchtigt vollzogen werden können.
Es wird üblicherweise unterschieden zwischen Lohn, Gehalt und Gage. Lohn ist das Entgelt der Arbeiter, Gehalt das von Angestellten und Gage das des kreativen Personals (im Film meist das vor der Kamera stehende). Diese Unterscheidung ist vor allem für die verschiedenen Versicherungsanstalten wie LVA oder BFA erforderlich. Die Einstufung richtet sich nach der Beitragsgruppe der Rentenversicherung. Die Ziffer „1“ steht für Arbeiter, „2“ für Angestellte. Das ist insofern relevant, da innerhalb eines Arbeitsfeldes die Tätigkeitsträger durchaus verschiedentlich eingeteilt werden können. So ist z. B. ein Tonassistent zunächst als Arbeiter einzustufen, und wird er innerhalb des Drehs plötzlich zum Tonmeister, gilt er dann als Angestellter und muss dementsprechend in eine andere Versicherungskasse und -klasse umgestuft werden.

### Kosten- und Leistungsrechnung (KLR)
Anhand des Drehbuchs muss eine Kostenkalkulation vollzogen und die kalkulierten Zahlen den Ist-Daten gegenübergestellt werden. Die Daten müssen analysiert, festgestellt und aufgeschlüsselt werden, vor allem wenn der Film aus einer Vielzahl von Töpfen (Filmförderung, Sponsoring, Spenden, Koproduktion mit anderen Filmproduktionen etc.) finanziert wird. Bei einer laufenden Produktion können es bis zu 300 Kostenarten sein, auf die verteilt und gebucht werden muss.
Üblicherweise muss in der Aufschlüsselung der Kosten des Budgets zuerst ein Vorkostenvoranschlag gemacht werden, die sogenannte Vorkalkulation, dann muss eine laufende Budgetkontrolle stattfinden und schließlich wird das Betriebsergebnis mit einer Ergebnisrechnung ermittelt. Die gesamten Werte der einzelnen Projekte werden in der Kostenrechnung zu einem einzigen Ergebnis zusammengefasst.

## Ausbildung
Die Berufsbezeichnung Filmgeschäftsführer/-in ist nicht geschützt. Eine geregelte oder spezielle Ausbildung gibt es daher nicht und auch keine verbindlichen Unterrichts- und/oder Ausbildungs- und Prüfungsrichtlinien. Unabdingbar für die Ausübung des Berufes sind in jedem Fall kaufmännisches und betriebswirtschaftliches wie steuerrechtliches Grundwissen und Mehrsprachigkeit. Die notwendigen Erfahrungen werden üblicherweise aus früheren Ausbildungen oder Studien mitgenommen oder direkt am Set gelernt, möglich ist auch ein Einstieg in den Beruf durch ein Praktikum und dann über eine Assistentenstelle. In neuerer Zeit bieten Weiterbildungsinstitute wie die Münchner Filmwerkstatt oder das Kölner Filmhaus sowie Filmhochschulen im Rahmen der filmischen Ausbildung Lehrgänge zum Thema Filmgeschäftsführung an.